# Hem, Nord
Hem är en kommun i departementet Nord i regionen Hauts-de-France i norra Frankrike. Kommunen ligger i kantonen Lannoy som tillhör arrondissementet Lille. År 2022 hade Hem 18 579 invånare.

## Befolkningsutveckling
Antalet invånare i kommunen Hem
| Referens: INSEE |